# Pungent Stench
I Pungent Stench sono stati una band death metal austriaca, nata nel 1988 a Vienna.

## Storia dei Pungent Stench
Si sono sciolti nel 1995 e riformati nel 1999 e si sono sciolti definitivamente nel 2007, dopo la registrazione di Pungent Stench's sixth studio album.
Martin Schirenc è anche il leader della band symphonic black metal
Hollenthon.
Molti dei loro album hanno copertine di Joel-Peter Witkin.

## Stile musicale
I Pungent Stench avevano sonorità death metal, ma il loro stile musicale era influenzato dal rock e dal blues (le influenze al di fuori dal metal si possono sentire in canzoni come "Viva la muerte", "Madcatmachopsychoromantik", "Family Man" e "Got MILF?").

## Testi
I testi riguardano la coprofagia, lo stupro, la pedofilia e la acrotomofilia, quindi vicini ai testi goregrind, ma tutto sommato trattati con una forte vena ironica.
I loro testi parlavano perlopiù di sesso e sadomasochismo.

## Ultima formazione
- Martin Schirenc - voce, chitarra (aka: Don Cochino, El Cochino, Grandmaster Flesh)
- El Gore - basso (aka: Gregor)
- Alex Wank - batteria (aka: Rector Stench, Mr. Stench, Sex Slave)

### Ex membri
- Fabio Testi - basso (aka: Testy)
- Jacek Perkowski - basso (aka: Pitbull Jack, High Jack)
- Reverend Mausna - basso (aka: Marius)

## Discografia
Album in studio
- 1990 - For God Your Soul... For Me Your Flesh
- 1991 - Been Caught Buttering
- 1994 - Club Mondo Bizarre - For Members Only
- 2001 - Masters of Moral, Servants of Sin
- 2004 - Ampeauty
- 2018 - Smut Kingdom

EP
- 1989 - Extreme Deformity
- 1991 - 屍臭
- 1993 - Dirty Rhymes & Psychotronic Beats

Demo
- 1988 - Mucus Secretion

Split
- 1990 - Pungent Stench/Disharmonic Orchestra
- 1990 - Blood, Pus and Gastric Juice (con i Benediction)
- 2001 - Loot, Shoot, Electrocute (con i Benediction)

Raccolte
- 1997 - Praise the Names of the Musical Assassins